# Hahn (Holzhausen)
Der Hahn ist eine 255,8 m ü. NHN hohe, im nordhessischen Schwalm-Eder-Kreis beim Edermünder Gemeindeteil Holzhausen (Hahn) (daher auch Holzhausen am Hahn genannt) befindliche Basaltkuppe im Westhessischen Bergland. 
Auf dem Hahn, der als Flächennaturdenkmal (FND) ausgewiesen ist, soll einst eine Burg gestanden haben.

## Geographische Lage
Der Hahn befindet sich im Kasseler Becken im Norden der Westhessischen Senke unmittelbar nördlich des Dorfkerns von Holzhausen, durch das der kleine Eder-Zufluss Pilgerbach fließt. Der Berg ist im Westen, Süden und Südosten vom Dorf umsäumt. Westlich vorbei führt in Nord-Süd-Richtung die Bundesautobahn 49. Die Landesstraße 3221 führt südlich am Berg und am Dorf vorbei.

## Burggeschichte
Auf dem Hahn soll der hessische Gaugraf Werner IV. († 1121) um das Jahr 1100 eine Burg errichtet haben. Sie ist 1123 erstmals erwähnt und war vermutlich eine Turmburg, mit einer Vorburg auf dem tiefer liegenden Plateau. Die Anlage wurde wahrscheinlich schon 1294 zerstört und verfiel nach 1346. Von der Burgruine wird noch im 16. Jahrhundert berichtet, und zu Anfang des 19. Jahrhunderts, als man von dort Material zum Wegebau holte, fand man Mauersteine und Mörtelreste, Reste des Burggrabens und menschliche Gebeine. Heute ist von dieser Anlage nichts mehr erhalten geblieben.

## Wissenswertes
Der Hahn hat etwa zwei Hektar Wald; die Basaltfelsen und seine steile Südostflanke sind unbewaldet. Der Weg auf die Kuppe wurde durch Holzhäuser Bürger in den Jahren 1999 und 2000 wieder hergestellt und ist gut zu erwandern. Vom Gipfel bietet sich eine gute Aussicht auf Holzhausen und in das Umland.